# National Humanities Medal

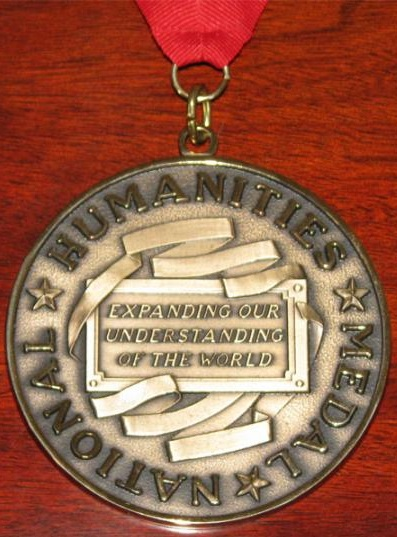
Vorderseite der National Humanities Medal

Die National Humanities Medal ist eine US-amerikanische Auszeichnung für Personen oder Organisationen, deren Arbeit das Verständnis der Geisteswissenschaften vertieft, das bürgerschaftliche Engagement für Geisteswissenschaften erweitert oder dazu beiträgt, Zugang zu wichtigen geisteswissenschaftlichen Ressourcen zu erhalten und zu erweitern.
Die Auszeichnung, gestiftet von der National Endowment for the Humanities, wurde erstmals 1989 als der nach dem Philosophen Charles Frankel benannte Charles-Frankel-Preis verliehen. Im Jahre 1997 wurde sie umbenannt zur National Humanities Medal. Die Preisträger erhalten eine Bronze-Medaille, gestaltet vom Frankel-Preisträger 1995 David Macaulay.

## Preisträger

### Träger des Charles Frankel Prize
- 1989: Patricia L. Bates, Daniel Boorstin, Willard L. Boyd, Clay Jenkinson, Américo Paredes
- 1990: Mortimer Adler, Henry Hampton, Bernard M.W. Knox, David Van Tassel, Ethyle R. Wolfe
- 1991: Winton Blount, Ken Burns, Louise Cowan, Karl Haas, John Tchen
- 1992: Allan Bloom, Shelby Foote, Richard Rodriguez, Harold K. Skramstad, Jr., Eudora Welty
- 1993: Ricardo E. Alegría, John Hope Franklin, Hanna Gray, Andrew Heiskell, Laurel T. Ulrich
- 1994: Ernest L. Boyer, William Kittredge, Peggy Whitman Prenshaw, Sharon Percy Rockefeller, Dorothy Porter Wesley
- 1995: William R. Ferris, Charles Kuralt, David Macaulay, David McCullough, Bernice Johnson Reagon
- 1996: Rita Dove, Doris Kearns Goodwin, Daniel Kemmis, Arturo Madrid, Bill Moyers

### Träger der National Humanities Medal
- 1997: Nina M. Archabal, David A. Berry, Richard J. Franke, William Friday, Don Henley, Maxine Hong Kingston, Luis Leal, Martin Marty, Paul Mellon, Studs Terkel
- 1998: Stephen E. Ambrose, E. L. Doctorow, Diana L. Eck, Nancye Brown Gaj, Henry Louis Gates, Jr., Vartan Gregorian, Ramón Eduardo Ruiz, Arthur M. Schlesinger, Jr., Garry Wills
- 1999: Patricia Battin, Taylor Branch, Jacquelyn Dowd Hall, Garrison Keillor, Jim Lehrer, John Rawls, Steven Spielberg, August Wilson
- 2000: Robert N. Bellah, Will D. Campbell, Judy Crichton, David C. Driskell, Ernest Gaines, Herman T. Guerrero, Quincy Jones, Barbara Kingsolver, Edmund S. Morgan, Toni Morrison, Earl Shorris, Virginia Driving Hawk Sneve
- 2001: Jose Cisneros, Robert Coles, Sharon Darling, William Manchester, Richard Peck, Eileen Jackson Southern, Tom Wolfe, National Trust for Historic Preservation
- 2002: Frankie Hewitt, Iowa Writers’ Workshop, Donald Kagan, Brian Lamb, Art Linkletter, Patricia MacLachlan, The Mount Vernon Ladies’ Association, Thomas Sowell
- 2003: Robert Ballard, Joan Ganz Cooney, Midge Decter, Joseph Epstein, Elizabeth Fox-Genovese, Jean Fritz, Hal Holbrook, Edith Kurzweil, Frank M. Snowden, Jr., John Updike
- 2004: Marva Collins, Gertrude Himmelfarb, Hilton Kramer, Madeleine L’Engle, Harvey Mansfield, John Searle, Shelby Steele, United States Capitol Historical Society
- 2005: Walter Berns, Matthew Bogdanos, Eva Brann, John Lewis Gaddis, Richard Gilder, Mary Ann Glendon, Leigh Keno, Leslie Keno, Alan Charles Kors, Lewis Lehrman, Judith Martin, The Papers of George Washington (University of Virginia)
- 2006: Fouad Ajami, James M. Buchanan, Nickolas Davatzes, Robert Fagles, Mary Lefkowitz, Bernard Lewis, Mark Noll, Meryle Secrest, Kevin Starr, Hoover Institution on War, Revolution and Peace (Stanford University)

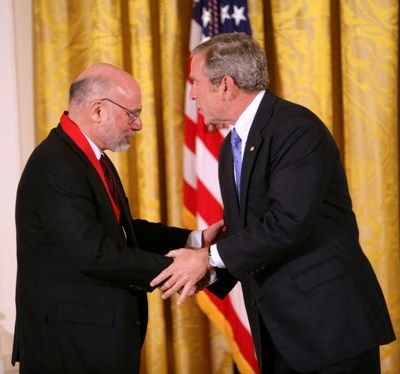
Stephen H. Balch erhält die National Humanities Medal aus den Händen von Präsident George W. Bush

- 2007: Stephen H. Balch, Russell Freedman, Victor Davis Hanson, Roger Hertog, Cynthia Ozick, Richard Pipes, Pauline L. Schultz, Henry Leonard Snyder, Ruth Wisse, Monuments Men Foundation for the Preservation of Art
- 2008: Gabor Boritt, Richard Brookhiser, Harold Holzer, Myron Magnet, Albert Marrin, Milton J. Rosenberg, Thomas A. Saunders III, Jordan Horner Saunders, Robert H. Smith, John Templeton Foundation, Norman Rockwell Museum
- 2009: Robert A. Caro, Annette Gordon-Reed, David Levering Lewis, William Hardy McNeill, Philippe de Montebello, Albert H. Small, Theodore C. Sorensen, Elie Wiesel
- 2010: Daniel Aaron, Bernard Bailyn, Jacques Barzun, Wendell E. Berry, Roberto González Echevarría, Stanley Nider Katz, Joyce Carol Oates, Arnold Rampersad, Philip Roth, Gordon Wood
- 2011: Kwame Anthony Appiah, John Ashbery, Robert Darnton, Andrew Delbanco, National History Day, Charles Rosen, Teofilo Ruiz, Ramón Saldívar, Amartya Sen
- 2012: Edward L. Ayers, William G. Bowen, Jill Ker Conway, Natalie Zemon Davis, Frank Deford, Joan Didion, Robert D. Putnam, Marilynne Robinson, Kay Ryan, Robert B. Silvers, Anna Deavere Smith, Camilo José Vergara
- 2013: M. H. Abrams, American Antiquarian Society, David Brion Davis, William Theodore de Bary, Darlene Clark Hine, Johnpaul Jones, Stanley Nelson, Diane Rehm, Anne Firor Scott, Krista Tippett
- 2014: The Clemente Course in the Humanities, Annie Dillard, Everett L. Fly, Rebecca Newberger Goldstein, Evelyn Brooks Higginbotham, Jhumpa Lahiri, Fedwa Malti-Douglas, Larry McMurtry, Vicki Lynn Ruiz, Alice Waters
- 2015: Prison University Project, Rudolfo Anaya, José Andrés, Ron Chernow, Louise Glück, Terry Gross, Wynton Marsalis, James McBride, Louis Menand, Elaine Pagels, Abraham Verghese, Isabel Wilkerson
- 2019: The Claremont Institute, Teresa Lozano Long, Patrick J. O’Connell, James Patterson
- 2020: Kay Coles James, O. James Lighthizer, The National World War II Museum
- 2021: Johnetta B. Cole, Richard Blanco, Earl Lewis, Walter Isaacson, Native America Calling, Tara Westover, Ann Patchett, Bryan Stevenson, Colson Whitehead, Henrietta Mann, Amy Tan, Elton John
- 2023: Darren Walker, Anthony Bourdain, Rosita Worl, Robin Wall Kimmerer, Roz Chast, LeVar Burton